# Teatro Plaza
El Teatro Plaza (en inglés: Plaza Theatre ) es un edificio histórico en El Paso, Texas, Estados Unidos.
El teatro se erige como uno de los principales de la ciudad y un conocido monumento, que sigue en funcionamiento hoy en día, mostrando varias producciones de Broadway, conciertos musicales y artistas individuales. En febrero de 1927, el propietario de los principales teatros de El Paso, Louis L. Dent, compró una propiedad en Pioneer Plaza con la intención (dijo) de hacer algo bueno para la ciudad de El Paso.
En 1929 comenzó la construcción del teatro en estilo neocolonial española. La noche de apertura fue el 12 de septiembre de 1930 con la película Follow Through con un lleno total de 2.410 espectadores.